# Procopie Givulescu
Procopie Givulescu (n. 1873, Toc – d. 1946, Radna) a fost un delegat în Marea Adunare Națională de la Alba Iulia, organismul legislativ reprezentativ al „tuturor românilor din Transilvania, Banat și Țara Ungurească”, cel care a adoptat hotărârea privind Unirea Transilvaniei cu România, la 1 decembrie 1918.:p. 131

## Biografie
Procopie Givulescu a fost profesor diplomat la Brașov.Ulterior, a fost protopop în Radna. A decedat în 1946.:p. 131

## Activitatea politică

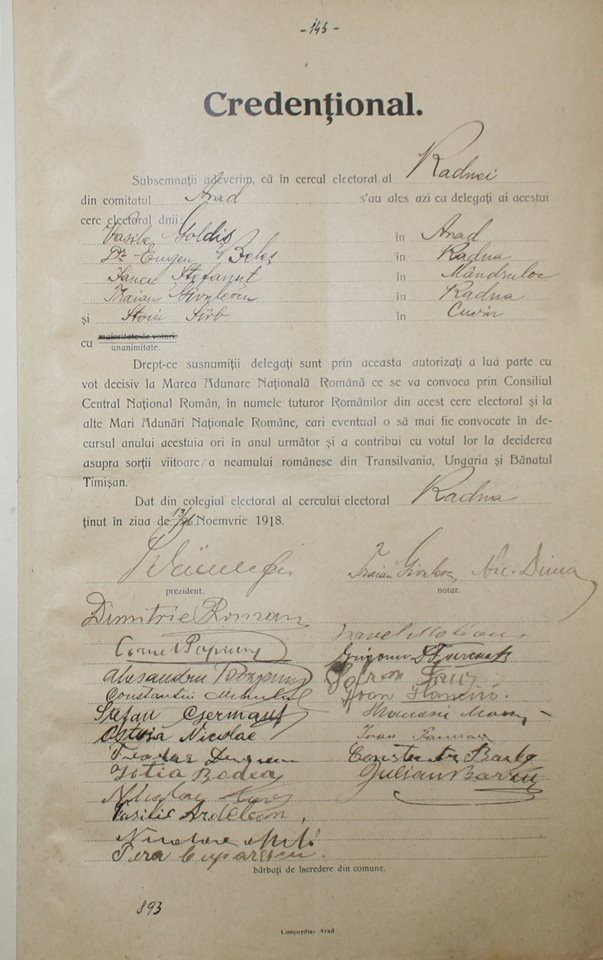
Credențional

Ca deputat în Adunarea Națională din 1 decembrie 1918 a reprezentat, ca delegat de drept, Protopopiatul Maria-Radna. De asemenea, a fost senator în Parlamentul României în 3 rânduri.:p. 131